# Ferrovia Kishū
La Ferrovia Kishū (紀州鉄道?, Kishū Tetsudō), conosciuta anche con l'abbreviazione Kitetsu (紀鉄?), è una società immobiliare e compagnia ferroviaria giapponese con sede nel distretto di Chūō a Tokyo. La società gestisce una linea ferroviaria nella prefettura di Wakayama.

## Storia
Fu fondata il 24 dicembre 1928 con il nome Gobō Rinkō Tetsudō con lo scopo di collegare la città di Gobō nella parte occidentale della penisola di Kii con la linea principale Kisei. La linea entrò in funzione il 15 giugno 1931 e verso la metà degli anni '60 la compagnia ferroviaria era sull'orlo della bancarotta. La società alberghiera e immobiliare Bandai Dentetsu Real Estate, fondata dall'ex management della Bandai Express Railway, acquisì la Gobō Rinkō Tetsudō in forte perdita nel 1972 e la ribattezzò Ferrovia Kishū il 1º gennaio 1973. L'acquisizione è avvenuta principalmente per motivi di prestigio, poiché i clienti associano ancora l'esercizio di una linea ferroviaria all'affidabilità. Per questo motivo questa attività commerciale, da sempre in perdita, dovrebbe essere intesa piuttosto come una forma di pubblicità. Nel 1975 fu fondata la Kishu Railway Real Estate. Nel 1978, la sede centrale fu trasferita a Osaka. Nel 1979, la società si affiliò con Tsuruya Sangyo, una società immobiliare e di resort, e fondò la Kitetsu Hotel, l'anno successivo trasferì la sua sede a Chiyoda-ku, Tokyo.

## Linee ferroviarie
L'azienda gestisce come attività secondaria la linea ferroviaria Kishū lunga 2,7 km a Gobō nella prefettura di Wakayama, la seconda tratta più breve del paese. Il 1° aprile 1989, la sezione terminale di 0,7 km tra la stazione di Nishigobo e la stazione di Hidakagawa è stata abolita.
- Linea ferroviaria Kishū (紀州鉄道線?): Gobō - Nishi-Gobō (2,7 km, 5 stazioni)

## Materiale rotabile
Ad aprile 2021, ci sono tre automotrici diesel, tutti i veicoli sono stati trasferiti da altre società.

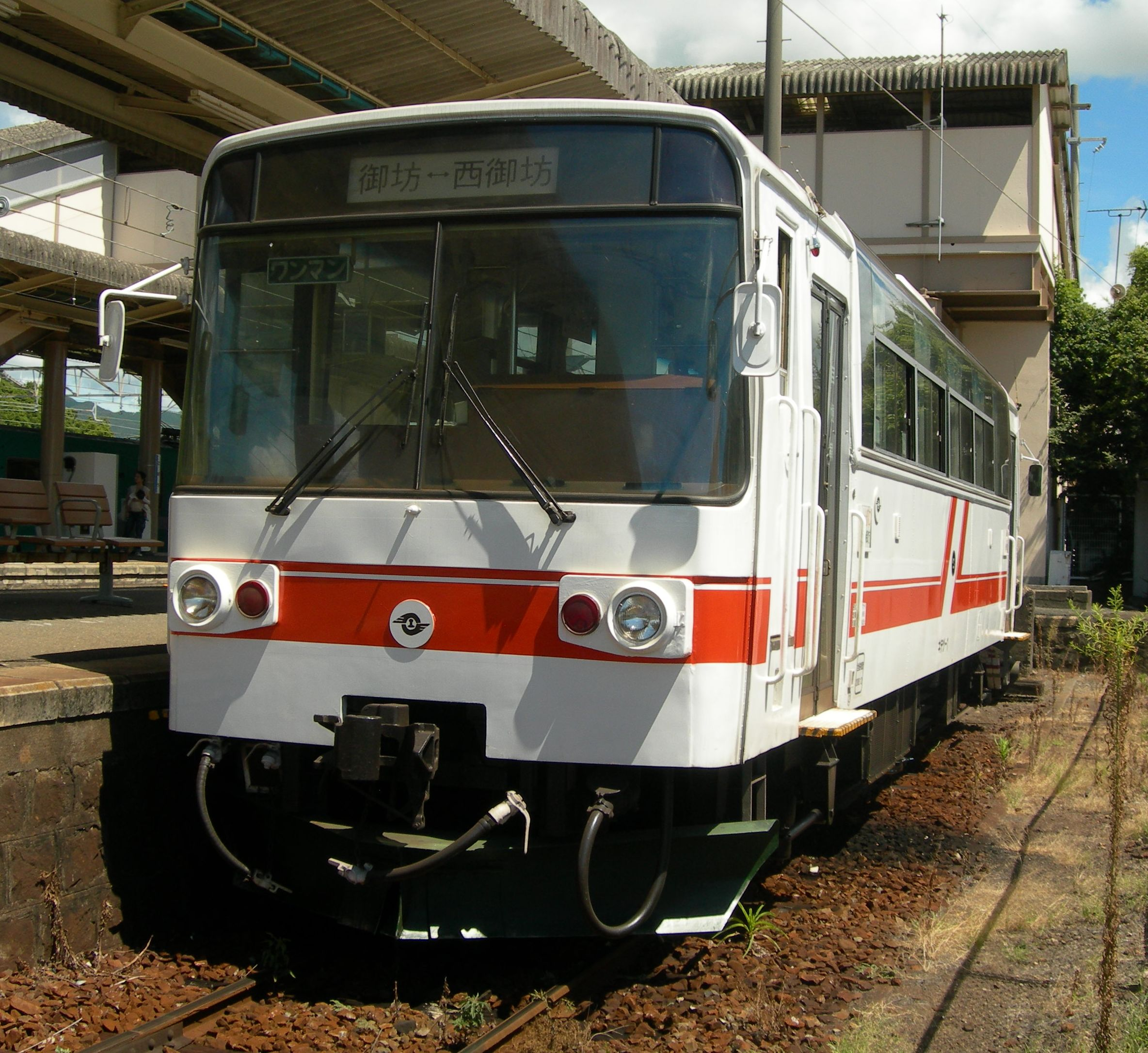
Kitetsu 1
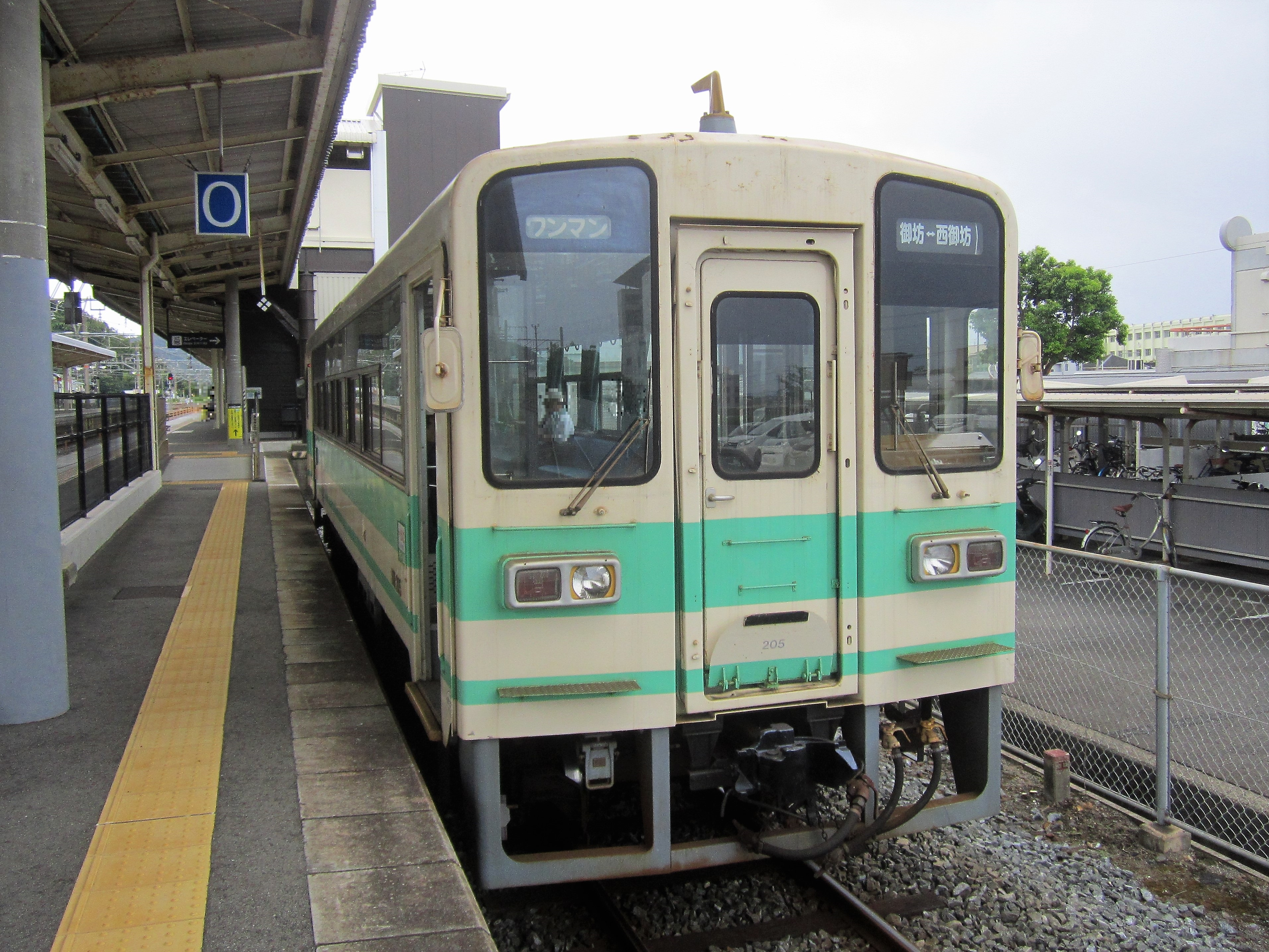
KR 205
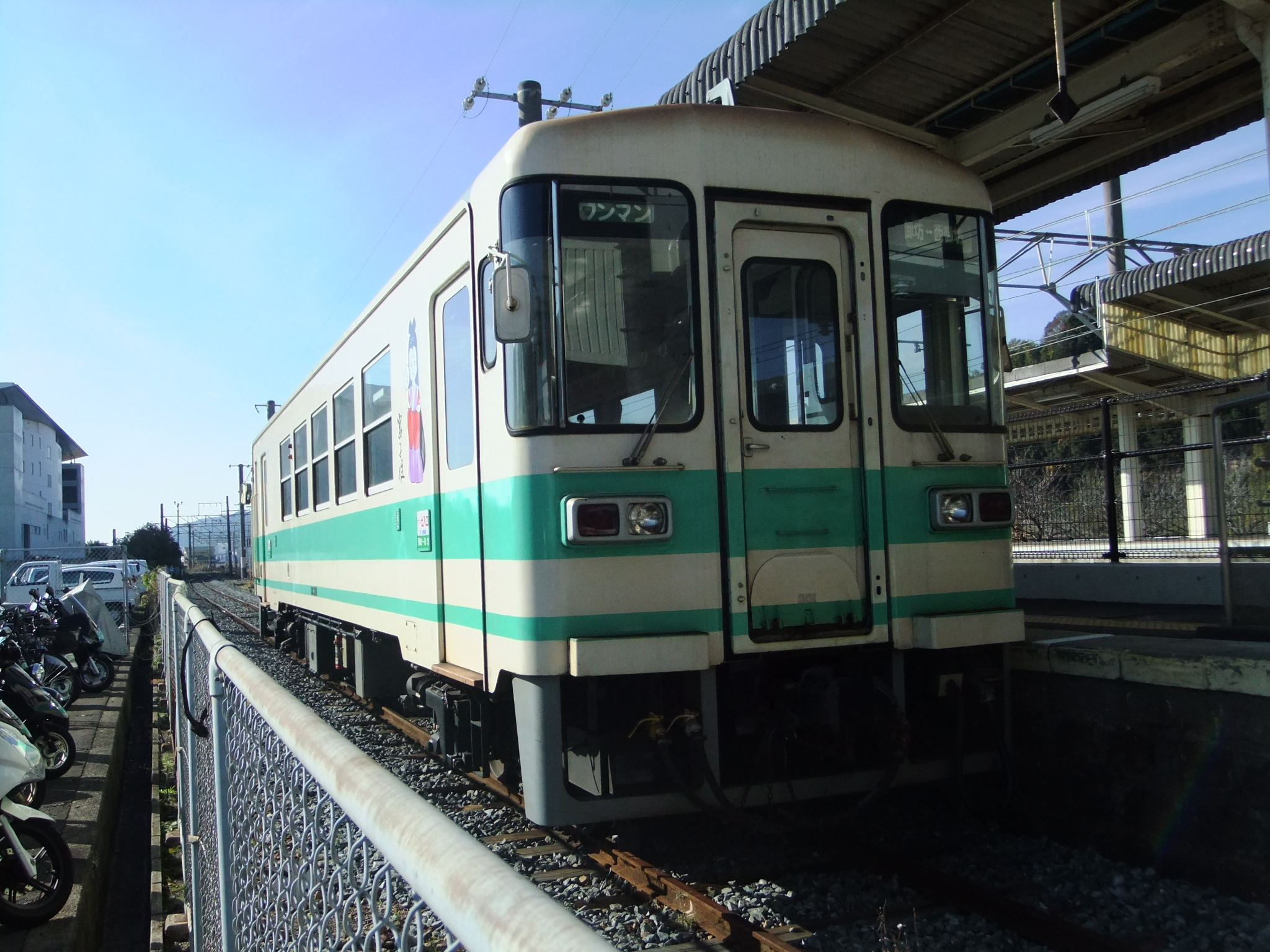
KR 301

- Kitetsu 2 (Fuori servizio dal 2021)
- KR205
- KR301

- Kitetsu 1
- KR 205
- KR 301